# АЛ-41Ф1
АЛ-41Ф1 (Изделие 117) — авиационный турбореактивный двухконтурный двигатель «первого этапа» со смешением потоков, форсажной камерой и управляемым вектором тяги, разработанный в ОКБ им. А.Люльки — филиале ПАО «ОДК-УМПО» для истребителей пятого поколения. Основан на двигателях для истребителей четвёртого поколения АЛ-31Ф, АЛ-31ФП и АЛ-31Ф-1С.

## Варианты

### АЛ-41Ф1
Несмотря на схожую с АЛ-31Ф схему, двигатель нового поколения АЛ-41Ф1 (изделие 117) на 80 % состоит из новых узлов. Основные из них:
- компрессор низкого давления
- компрессор высокого давления
- плазменная система зажигания[4]
- камера сгорания[4]
- компрессор с увеличенным до 932 мм диаметром[3]
- форсажная камера сгорания
- всеракурсное управление вектором тяги: ±16° в любом направлении, ±20° в плоскости крыла[5]
- цифровая АСУ с элементами распределённых параметров

Благодаря обновлению конструкции основных узлов максимальная сила тяги двигателя АЛ-41Ф1 повысилась на 20 %: 15000 кгс против 12500 кгс у АЛ-31Ф, увеличился ресурс (4000 часов против 1000) и повысилась надёжность, снизился расход топлива.
Впервые была реализована плазменная система зажигания, благодаря чему обеспечена возможность бескислородного запуска двигателя.
До сих пор во всех системах розжига для повышения высотности, возможности запуска ТРДД на высоте применялась кислородная подпитка. Она требовала наличия целой кислородной системы на борту и соответствующей инфраструктуры на аэродроме. При создании Су-57 была поставлена задача обеспечить бескислородный запуск двигателя. Плазменная система розжига установлена в основной камере сгорания и в форсажной. По словам генерального конструктора — директора ОКБ им. А. Люльки Евгения Марчукова, ноу-хау заложено в самой форсунке с плазменной системой: в ней одновременно с подачей керосина организуется дуга плазмы. Также очень серьёзное ноу-хау заложено в самих агрегатах зажигания, где нужно за короткое время подать очень высокое напряжение.
Перед первым полётом Су-57 двигатели АЛ-41Ф1 прошли лётные испытания на летающей лаборатории Су-35 (ЛЛ Т-10М-8). 29 января 2010 года начались лётные испытания перспективного авиационного комплекса фронтовой авиации с двигателями АЛ-41Ф1. На ноябрь 2010 года было выполнено более 40 испытательных полётов.
Система управления двигателя — электронно-цифровая, автоматически регулирует впрыск топлива, подачу воздуха и зажигание. Предусмотрен один центробежный регулятор, благодаря которому, в случае отказа всей электроники (например, из-за воздействия ядерного взрыва), двигатель, работая на пониженном режиме, позволит вернуть самолёт на базу.

### АЛ-41Ф1С

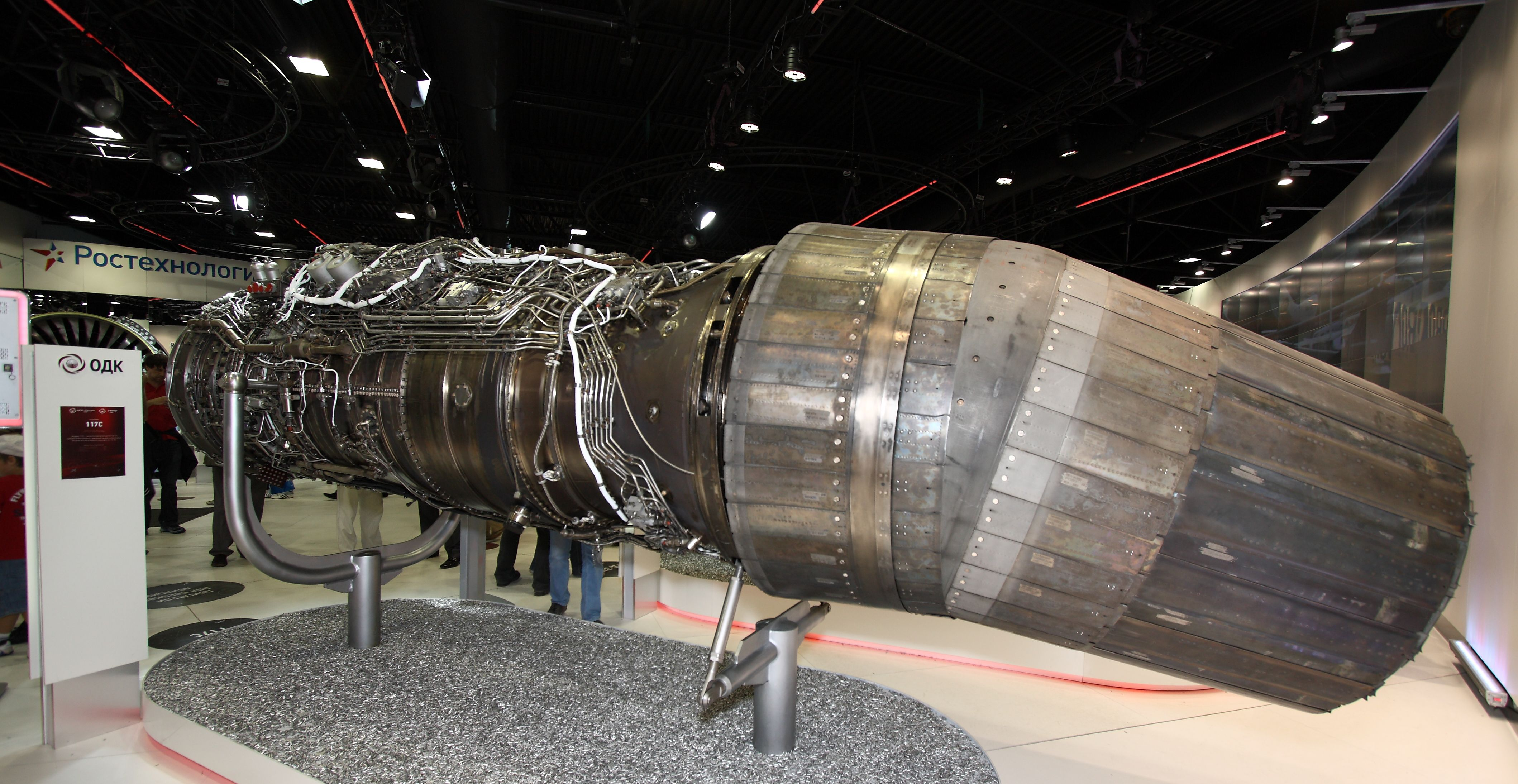
Двигатель АЛ-41Ф1С (изделие 117С) с УВТ

Авиационный турбореактивный двухконтурный двигатель АЛ-41Ф1С (изделие 117С) с форсажной камерой и управляемым вектором тяги (УВТ) поколения 4++, созданный ОКБ им. А. Люльки и ПАО «ОДК-УМПО» по заказу ОАО «ОКБ Сухого» для истребителя Су-35С, является вариантом двигателя АЛ-41Ф1.
Двигатель АЛ-41Ф1С отличается от АЛ-41Ф1 старой электромеханической системой управления и сниженной на 500 кгс тягой.
Двигатель АЛ-41Ф1С по сравнению с АЛ-31Ф обладает бо́льшей на 2000 кгс тягой (14500 кгс против 12500), бо́льшим ресурсом (4000 часов против 1000), сниженным расходом топлива, управляемым вектором тяги.
В феврале 2008 года завершились испытания двигателя АЛ-41Ф1С, что позволило начать лётные испытания самолёта Су-35С.
20 февраля 2008 года начались летные испытания истребителя Су-35С с двигателями АЛ-41Ф1С.
9 августа 2010 года ПАО «ОДК-УМПО» начало поставки двигателей АЛ-41Ф1С для многоцелевых истребителей Су-35С, строящихся в КнААЗ. Первые Су-35С с двигателями АЛ-41Ф1С начали поступать в российские войска в 2011 году. До 2015 года заключён контракт на поставку 96 двигателей, на 2015—2020 годы планируется закупка ещё 96 двигателей.